# François Maspero

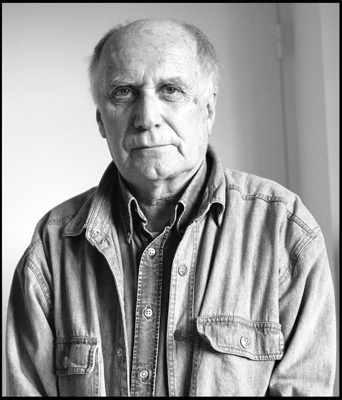
François Maspero

François Maspero (* 19. Januar 1932 in Paris, Frankreich; † 11. April 2015 ebenda) war ein französischer Autor, Journalist, Verleger und Übersetzer.

## Leben
Maspero entstammt einer Familie, die im 19. Jahrhundert aus Italien nach Frankreich auswanderte. Zu seinen Vorfahren zählen sein Großvater Gaston Maspero, der Ägyptologe war. Sein Vater Henri Maspero, der als Sinologe Professor am Collège de France war, starb im deutschen Konzentrationslager Buchenwald. Seine Mutter überlebte das Frauenkonzentrationslager Ravensbrück nördlich von Berlin.
Maspero war in den 1950er Jahren Mitglied der Kommunistischen Partei Frankreich (KPF), die er jedoch nach dem Volksaufstand in Ungarn 1956 verließ. Er schloss sich in der Folgezeit den Trotzkisten an und lernte afrikanische Befreiungskämpfer wie Amilcar Cabral aus Guinea-Bissau oder auch den Brasilianer Mário de Andrade kennen.
Maspero begründete wenige Wochen nach dem Beginn des Algerienkrieges 1955 mit anderen im Pariser Quartier Latin den Buchladen La Joie de lire, aus dem 1959 der Verlag Éditions Maspero entstand. Mitten im Algerienkrieg und in den Jahren der Befreiung der Kolonien Afrikas publizierte Maspero Bücher von Vertretern der Befreiungsideologien, wie Die Verdammten dieser Erde von Frantz Fanon mit einem Vorwort von Jean-Paul Sartre. Des Weiteren veröffentlichte der Verlag Berichte über Kriegsverbrechen und Folter im Algerien der Kriegsjahre. Diese Haltung brachte ihm Anklagen seiner Gegner und Zensurverfahren ein. Sogar Bombenattentate wurden auf ihn verübt.
In den 1970er Jahren verlegte Maspero Bücher wie Mongo Betis Main basse sur le Cameroun: Autopsie d’une décolonisation oder veröffentlichte eine Neuauflage des Buchs des Franzosen Jean Maitron Histoire du mouvement anarchiste en France (1880–1914). Von 1978 bis 1984 gab er die von ihm gegründete Zeitschrift L’Alternative heraus, in der Dissidenten wie Václav Havel, Adam Michnik oder Jürgen Fuchs veröffentlichten. 1983 ging sein Verlag in neue Hände über und wurde nach einiger Zeit in Éditions La Découverte umbenannt.
In den letzten Jahren schrieb Maspero Bücher, auch zu politischen Themen, und arbeitete als Übersetzer. Er wurde am 11. April 2015 im Alter von 83 Jahren tot in seiner Pariser Wohnung aufgefunden.

## Preise und Auszeichnungen
- 1990: Prix Novembre für Les passagers du Roissy Express.
- 2006: Prix Édouard-Glissant für sein Lebenswerk.

## Werke
- La Lutte pour autogestion et la révolution: Publications marxistes-révolutionaires, François Maspero, Paris 1968.
- Einleitung zu René Burri: Che Guevara, Collection Photo Poche. Nathan, Paris 1977.
- Le Sourire du chat, Roman. 1984
  - deutsch: Das Lächeln der Katze, Manholt, Bremen 1985 und Serie Piper, München 1989.
- Le figuier, Roman. 1988
- Les Passagers du Roissy-Express mit Fotos von Anaïk Frantz, Éditions du Seuil, Paris 1990, ISBN 2-02-012467-X.
  - deutsch: Roissy-Express: Reise in die Pariser Vorstädte, Beck und Glückler, Freiburg 1993, ISBN 3-89470-124-2.
- mit Fotografien von Klavdij Sluban: Balkans-Transit, chronique d’un voyage, 1997.
- Les Abeilles et la Guépe, 2002 (autobiografisch)
- mit Fotografien von Gerda Taro, L'ombre d'une photographe, Seuil, Paris 2016.

## Veröffentlichungen im Verlag François Maspero
- Frantz Fanon: Les damnés de la terre, 1961.
- Ernest Labrousse: Syndicalisme révolutionnaire et communisme. Les archives de Pierre Monatte, 1914-1924. In Colette Chambelland (Hrsg.), Jean Maitron (Hrsg.): Bibliothèque socialiste Bd. 12, anno 1968. 462 Seiten
- Mongo Beti: Main basse sur le Cameroun: Autopsie d’une décolonisation, 1972, ISBN 2-7071-4172-0.